# 毛叶锈毛五叶参
毛叶锈毛五叶参（学名：Pentapanax henryi var. wangshanensis）为五加科五叶参属锈毛五叶参的变种。分布于中国大陆的四川、云南等地，生长于海拔1,700米至2,300米的地区，见于森林中或石山上，目前尚未由人工引种栽培。